# Національний військовий медичний центр імені Волтера Ріда
Національний військовий медичний центр імені Волтера Ріда (англ. The Walter Reed National Military Medical Center (WRNMMC), раніше відомий як Національний військово-морський медичний центр англ. the National Naval Medical Center, у розмовній мові його називають Військово-морський госпіталь Бетесда англ. Bethesda Naval Hospita або Неві Мед англ. Navy Med) — медичний центр у Бетесда, Меріленд, поблизу від Національного інституту здоров'я англ. National Institutes of Health. Це один із найвідоміших американських військових медичних центрів у Вашингтоні, округ Колумбія, який з 20-го століття обслуговував багатьох президентів США.
Центр названо на честь американського військового лікаря Волтера Ріда.